# Kumasi
Kumasi Ghána esőerdei zónájában található város, amelyet a Kertváros néven is emlegetnek különleges virágai és növényei miatt. Az ország déli részén található, közel a Bosumtwi-tóhoz, közúton 250 kilométerre északnyugatra a fővárostól, Accrától. Körülbelül 480 kilométerre délre húzódik az Egyenlítő, illetve 160 kilométerre északra helyezkedik el a Guineai-öböltől.

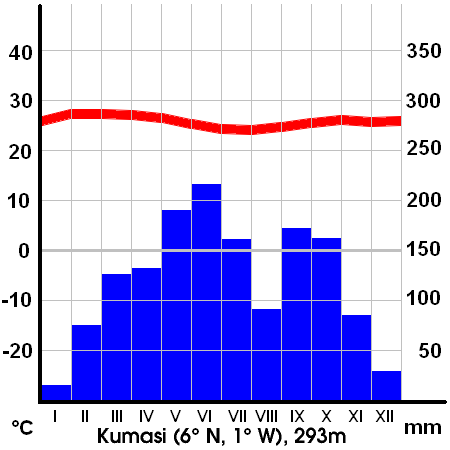
Kumasi csapadék és hőmérséklet diagramja

## Lakosság

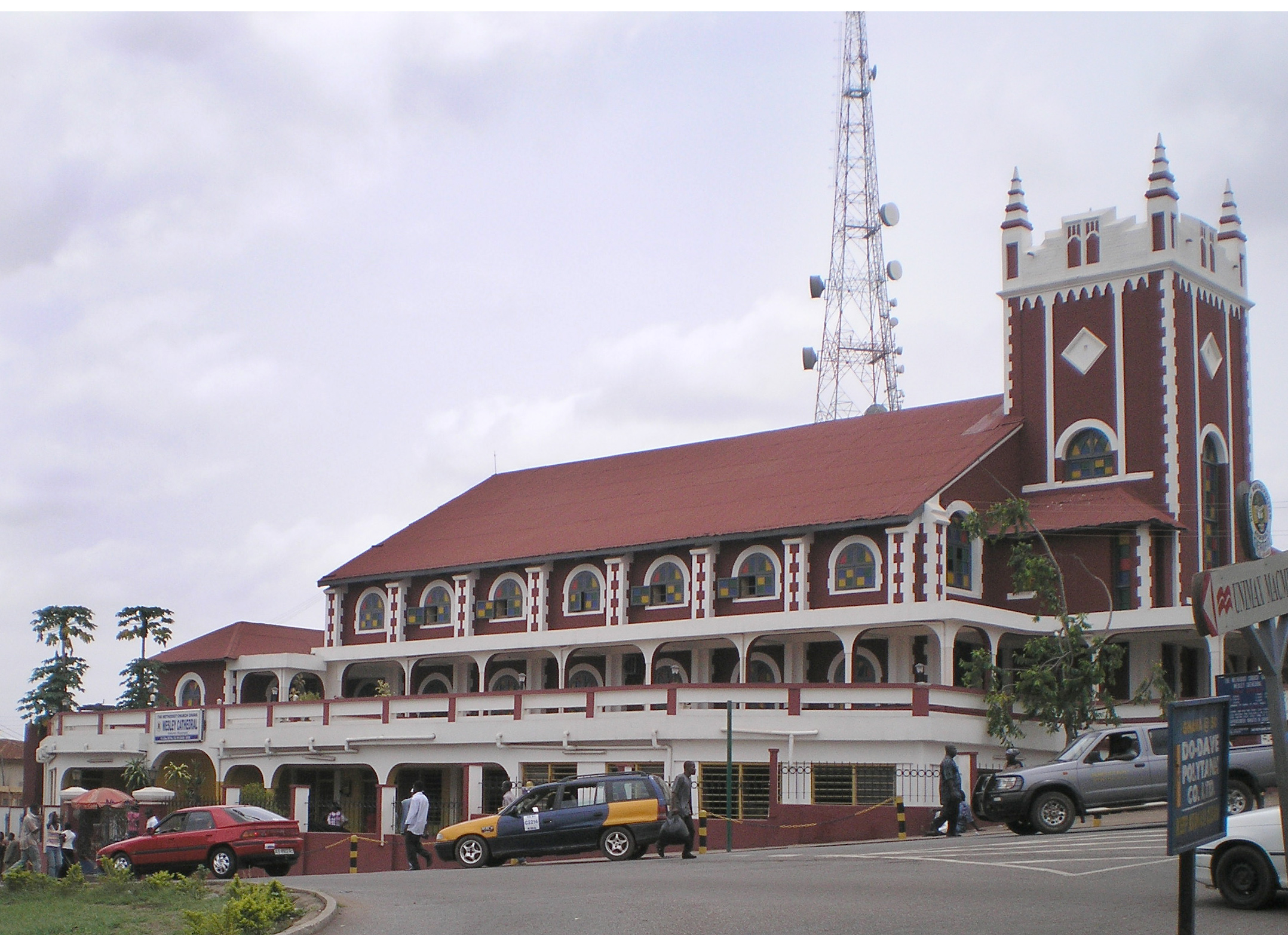
Wesley methodista főtemplom, Kumasi

Másfél milliós lakosságával Kumasi az ország második legnépesebb városa. A legnagyobb létszámú népesség az ashanti.
A 2000-es utolsó népszámlálás adatai szerint a lakosság 40%-a 15 éven aluli. A 15 évesnél idősebb népesség kb. 80%-a aktív, a munkanélküliség 16% volt. Becslések szerint az ingázók miatt a nappali lakosság 2 millió felett van.
A lakosság körülbelül 84%-a keresztény és 11% muzulmán. Egy kisebb csoportnál még mindig élnek a régi törzsi hagyományok is. Egy anglikán egyházmegye és katolikus püspökség  központja.

## A város története
A kőkorszaktól lakott terület.
Jelentősége 1695-től nőtt meg, amikor Osei Tutu az Ashanti Konföderáció fővárosává tette. Kumasi uralkodója (Kumasehene) egyben a konföderáció vezetője is volt. Miután 1701-ben legyőzték a Denkyira-kat, az Ashanti Konföderáció lett a vezető hatalom a twi nyelvet beszélő Akanok közt.
1874-ben, a negyedik angol-ashanti háború idején brit csapatok vonultak be a városba és egy részét, a királyi palotával együtt lerombolták.
Ma is királyi város, de Ghána függetlenségének 1957-es kikiáltása óta a királyi cím egyre inkább csak szimbolikus értékkel bír.
A város kiemelt helyet tölt be az ashanti nép kultúrájában, mert egy legenda szerint Okomfo Anokye itt vette át az arany széket, ami az ashanti nép lelke megtestesülésének szimbóluma.

## Oktatás

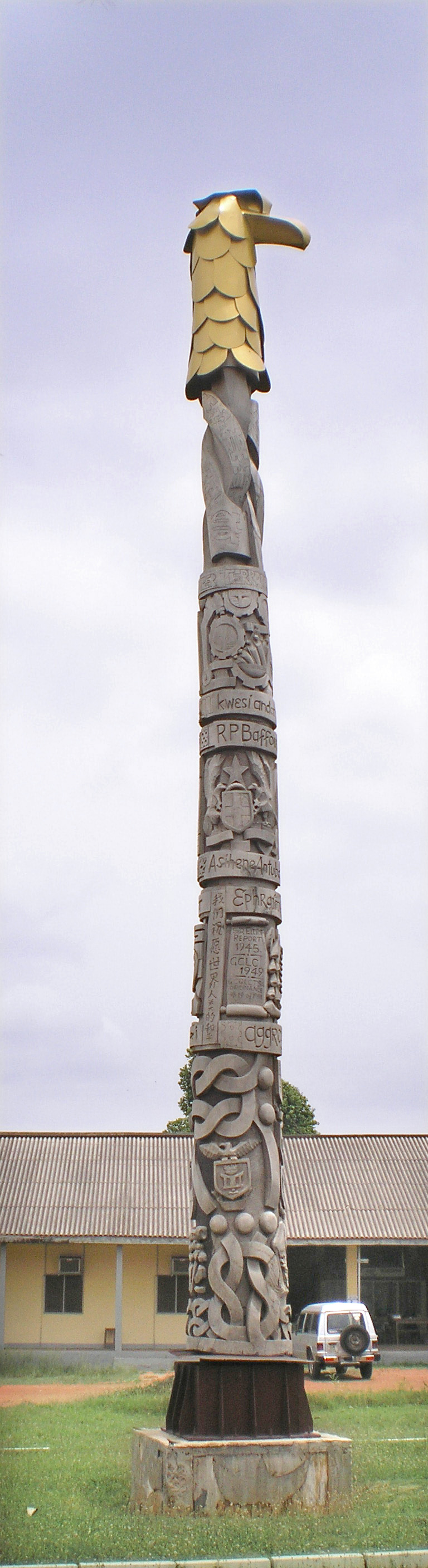
Békeoszlop az egyetemen (KNUST), Kumasi

Az alapoktátás a 6 év általános és 3 év alsó középiskolából (Junior High School) áll. Az országos 80%-kal szemben azonban Kumasiban csak a gyerekek mintegy 55%-a vesz részt illetve fejezi be az alsó középiskolát. Ezen iskolák 65%-a magániskola.
Számos bentlakásos felső középiskola (Senior High School) működik a városban.
Négy felsőoktatási intézmény is működik a metropoliszban:
- Kwame Nkrumah University of Science and Technology (KNUST)  az egyetlen Tudomány és Műszaki Egyetem Ghánában,
- University of Education Winneba, Kumasi Campus (UEW-K)  vagyis a Winnebai Tanárképző Egyetem Kumasi tagozata,
- Christian University College  vagyis a Keresztény Egyetem (magán), és
- Kumasi Polytechnic, ami egy technikus képző intézet.

## Egészségügy
Ghánában két klinika működik az orvosi egyetemek klinikai képzésének biztosítására. Az egyik a fővárosban Accrában, a másik Kumasiba. Ez a Komfo Anokye Teaching Hospital (KATH). Ezenkívül 2 területi kórház, az egyik az egyetemé, a másik a hadseregé, 5 kisebb kórház, több mint 200 magán intézmény, 13 vállalati rendelő, 9 szülőotthon és 113 egészségügyi központ (ahol csak nővérek látják el a sürgős eseteket, mielőtt orvoshoz kerülnének a betegek) áll a lakosság szolgálatában. Ennek ellenére a rendelők és a kórházak túlzsúfoltak, kevés és túlterhelt az egészségügyi személyzet.
Mióta 2003-ban bevezették az egészségügyi biztosítást, a szegényebb rétegek orvosi ellátása lényegesen javult. Előtte csak az részesült ellátásba, aki előre fizetni tudott érte.

## Ipar, kereskedelem

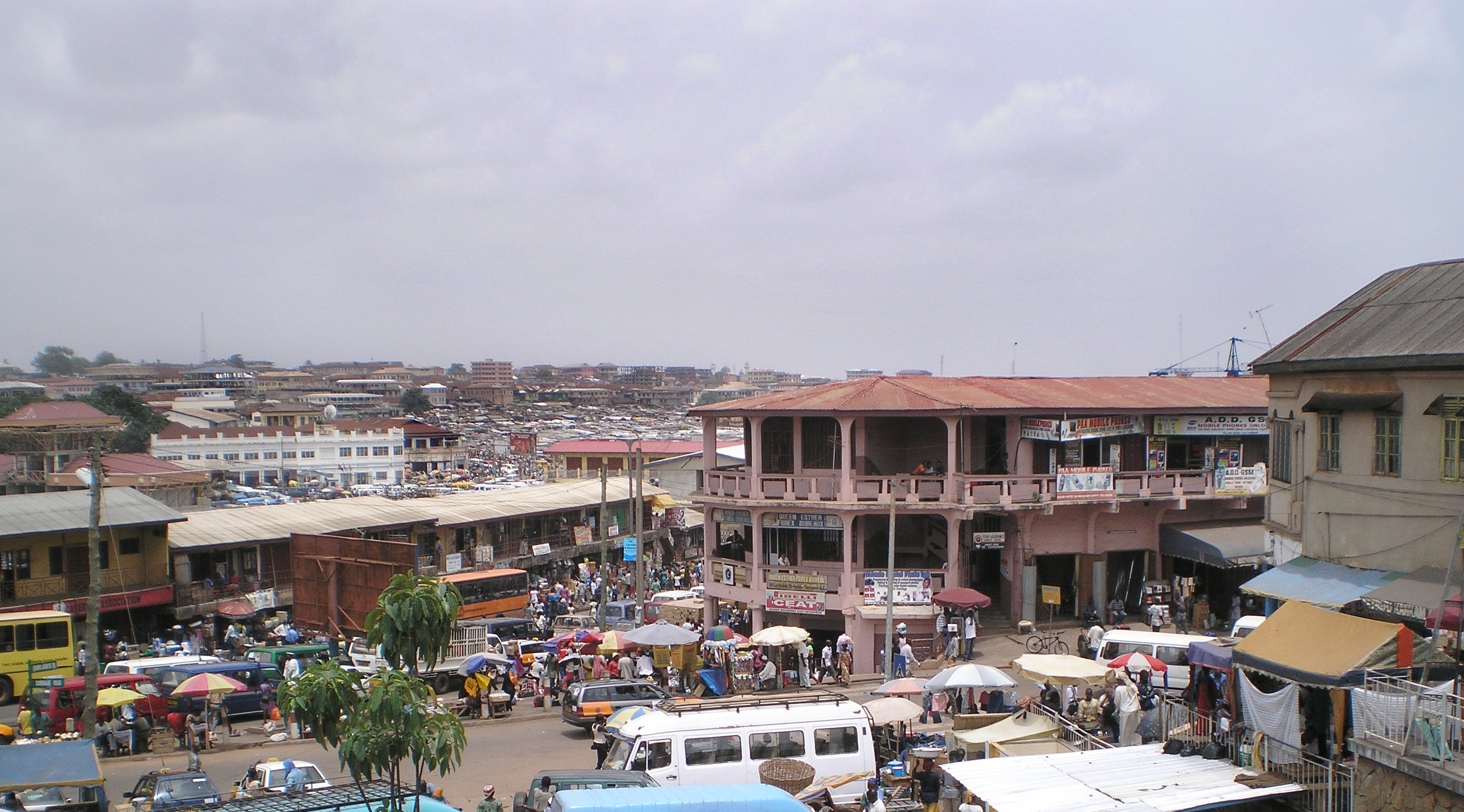
Kumasi belvárosa a piac közelében

Kumasi iparát néhány nagyobb és számtalan kisebb üzem jellemzi. A fő vállalatok: Coca Cola palackozó üzem, Guinness sörgyár, számtalan fafeldolgozó üzem (rétegelt falemezt gyártanak exportra és helyi felhasználásra), szivacsgyár, cipőgyár (bakancsokat gyártanak ipari megrendelésre), bőrgyár, szappangyár (mosószappan előállítására), ragasztógyár, kakaófeldolgozó üzem és egy modern vágóhíd. Igen fejlett a vendéglátó ipar számtalan szállodával és különböző szintű éttermekkel és az építőipar. Jelentős a média (helyi TV és rádióadók, helyi napilapok) jelenléte a városban. Sok kisüzemi bútorgyártó asztalos, fodrász, szabó és varrónő és a kisvállalkozás számtalan ága megtalálható.
A kézművesség is jelen van a városban kosárfonás, nádbútorkészítés, fafaragás, fazekasság, bronz öntés és aranyművesség formájában.

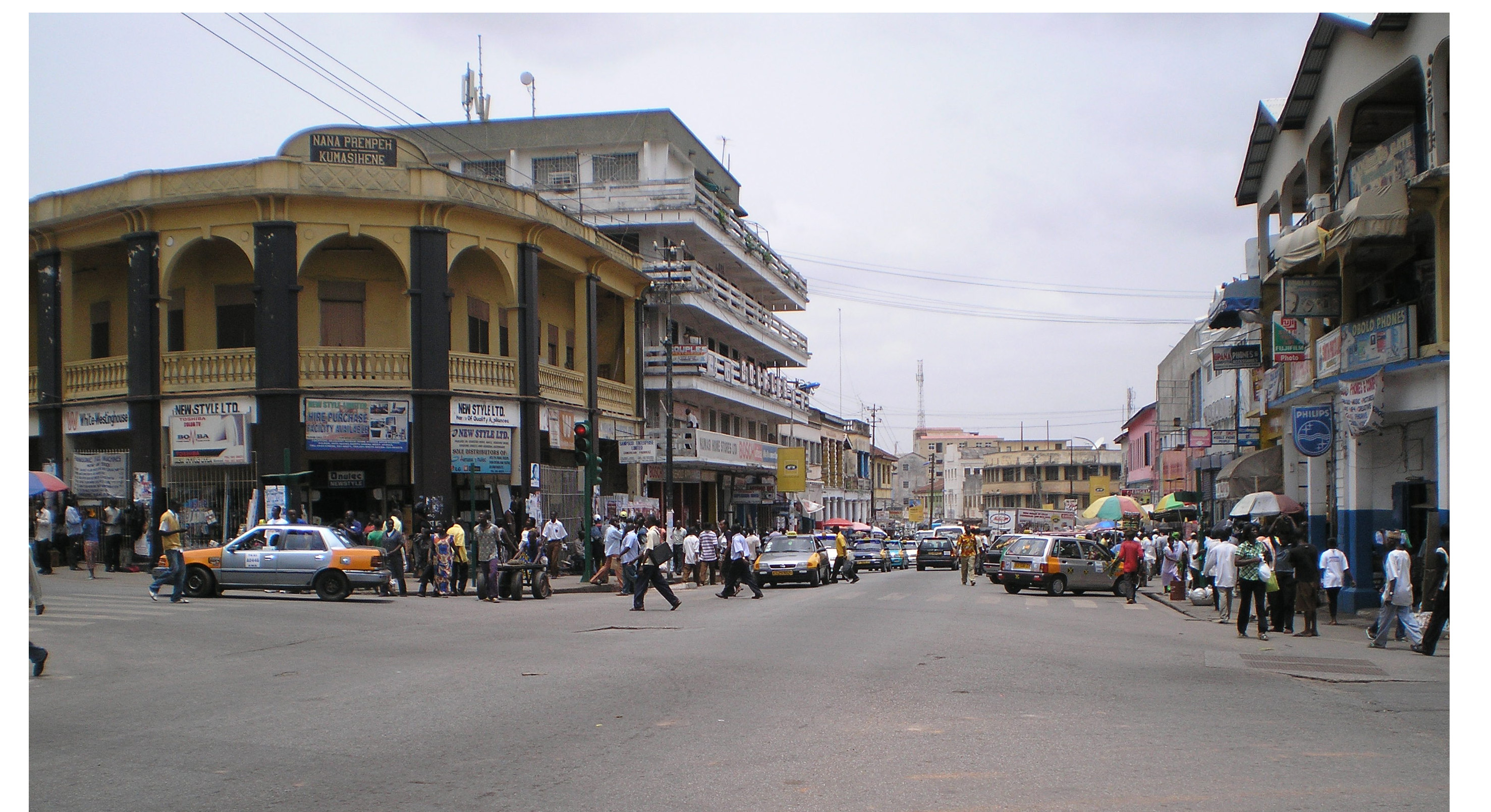
Kumasi belvárosa

Mégis, ami a legnagyobb tömegek megélhetését biztosítja, az a kiskereskedelem. Kumasiban található Nyugat-Afrika legnagyobb piaca a Kejetia piac, ahol több, mint 10 ezer árus bódé és asztal kelleti az árukat, az élelmiszertektől a ruházaton, háztartási eszközökön és kozmetikai cikkeken át minden megtalálható itt. Számtalan kisebb piac is működik a városban a rengeteg üzlet és utcai árus mellett. Az egész belváros olyan, mintha egy óriási bevásárlóközpont volna. Mindenki árul vagy vesz éppen valamit, óriási a tömeg, rengeteg a taxi és a minibusz.

## Turizmus

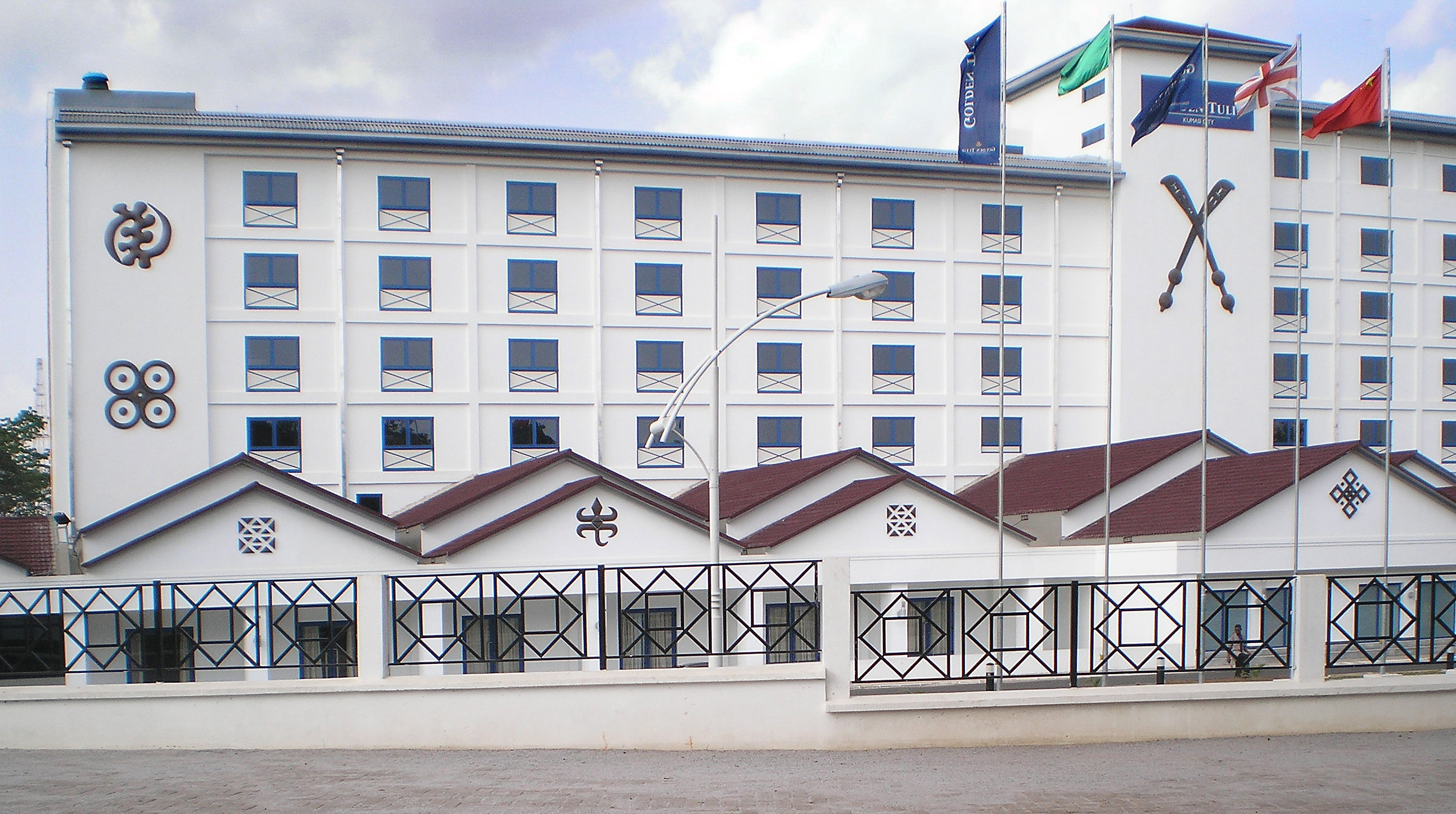
A 4 csillagos Golden Tulip Hotel bal szárnya, adinkra motívumokkal díszítve

Becslések szerint az országba látogató turisták legalább fele felkeresi Kumasit is. A főbb látnivalók a városban:
- Kejetia piac
- Manhyia palota - az ashanti király, II. Otumfuo Osei Tutu székhelye
- Katonai múzeum - a Kumasi Erődben a városközpontban
- Nemzeti Kulturális Központ - kiállításokkal, kézműves boltokkal
- Állatkert
- Komfo Anokye kardja - mintegy 300 éve döfte a földbe a kardot Komfo Anokye megjelölvén a helyet, ahol az ashantik szent széke a mennyből leereszkedett a legenda szerint. A hiedelem szerint az ashanti birodalom összeomlana, ha valaki is kihúzná a kardot a földből.
- Akwasidae fesztivál - 42 naponta
- KNUST egyetemi kampusz - botanikus kert, uszoda, parkos terület több száz éves fákkal

Kumasi körzetében több kézműves közösség és természeti látnivaló található:
- Fafaragás - Ahwiaa, 9 km a városközponttól
- Fazekasság - Pankrono, 8 km, ősi technikával fazekas korong nélkül készítik az edényeket
- Kente szövés - Bonwire, 20 km
- Adinkra minta nyomtatás textilre - Ntonso
- Bronz művesség - Krofrom
- Bosumtwi-tó - 32 km-re délkeletre Kumasitól, meteorit által ütött becsapódási kráter
- Kubease - Bobiri védett erdő számtalan pillangóval, 20 km-re Kumasitól az Accra-Kumasi út mentén, érintetlen őserdő kis vendégházzal, arborétum, őserdei "séta"
- Owabi - 16 km, védett erdő az Owabi víztározó mentén majmokkal

## Testvérvárosok
- - Almere, Hollandia
- - Atlanta, Georgia, USA
- - Ouagadougou, Burkina Faso

## Külső hivatkozások
- https://web.archive.org/web/20160317183743/http://kma.ghanadistricts.gov.gh/
- https://web.archive.org/web/20130501230926/http://kma.gov.gh/
- http://www.knust.edu.gh Tudomány és Műszaki Egyetem, Kumasi
- http://www.uew.edu.gh
- http://www.nhis.gov.gh
- https://web.archive.org/web/20101211112938/http://ghana-net.com/kumasi_fort.aspx Ghánai Fegyveres Erők Múzeuma
- http://www.ghanaweb.com/GhanaHomePage/geography/kumasi.php
- https://web.archive.org/web/20101007085400/http://www.ghanadistricts.com/tourism/
- https://web.archive.org/web/20090213215424/http://iz.carnegiemnh.org/GhanaBFly/ Carnegie Museum of Natural History - Ghana Butterfly Biodiversity Project